# Tingley (Anglia)
Tingley – wieś w Anglii, w hrabstwie ceremonialnym West Yorkshire, w dystrykcie metropolitalnym Leeds. Leży 9 km na południe od centrum miasta Leeds i 266 km na północ od Londynu.